# Kousanjärvi och Keskinen
Kousanjärvi och Keskinen är en sjö i Finland. Den ligger i kommunen Mäntyharju i landskapet Södra Savolax, i den södra delen av landet, 150 km nordost om huvudstaden Helsingfors. Kousanjärvi och Keskinen ligger 81,9 meter över havet. Arean är 1,72 kvadratkilometer och strandlinjen är 16 kilometer lång. Sjön  ingår i Kymmene älvs huvudavrinningsområde. 
I sjön ligger öarna Kousansaari och Kalliosaari.